# 長良川サービスセンター
長良川サービスセンター（ながらがわサービスセンター、Nagaragawa Service Center）は、岐阜県海津市にある国営木曽三川公園中央水郷地区の施設である。目の前に位置する長良川国際レガッタコースで大会が行われる場合は、センターハウスが拠点になる。

## 概要
施設はセンターハウスを拠点に長良川右岸の河川敷を面積220ha、全長約3.8kmにわたって整備してあり、長良川での水面レクリエーション、河川敷での各種スポーツ、センターハウス内のレクリエーションやトレーニングが行える。
ノーマライゼーションの拠点を目指しているこの施設はユニバーサルデザインに基づいたバリアフリー施設となっていて、車椅子での車いすテニスやグラウンドゴルフなどの各種スポーツが楽しめる。

## 開園時間・休園日
「長良川サービスセンター」公式サイトにて確認のこと。

## 施設
- センターハウス
  - 河川情報室 - 河川や気象情報の提供を行っている。
  - 研修室・ミーティングルーム
  - トレーニングルーム 12種類
  - 艇庫
- サッカーグラウンド 4面（80m×50m）
- テニスコート 6面（ハードコート）
- 芝生広場
- 園路（周回 9.2km） - 10km、5km、3kmなどの周回コースが設定出来る。